# Chladicí systém spalovacího motoru
Chladicí systém spalovacího motoru zajišťuje odvod nadbytečného tepla, které vzniká při běhu spalovacího motoru. Při vysokých teplotách by mohlo dojít k poškození motoru (trhání mazacího filmu, zapékání ventilů). Dva nejpoužívanější systémy jsou vzduchové a vodní chlazení.

## Princip
Spalování směsi paliva a vzduchu způsobuje velmi intenzivní zahřívání zejména válců a hlav. Ty jsou konstruovány tak, aby vydržely mechanické namáhání při současném tepelném zatížení v předpokládaných rozmezích. Překročení těchto teplot je nutné se vyhnout. Chladicí soustava má za úkol odvést z motoru takové množství tepla, aby udržela teploty součástí v přípustných mezích. Během spalování směsi dosahují zplodiny hoření teplot asi 2000 °C.
Nadměrně vysoká teplota
- snižuje pevnost materiálu
- způsobuje tepelné deformace
- způsobuje zadírání pístních kroužků
- způsobuje propalování ventilů
- způsobuje praskání hlav válců
- způsobuje vznik samozápalů
- rychleji znehodnocuje mazací olej
- snižují účinnost mazacích systémů
- způsobuje detonační spalování ve válcích
- poškozuje jednotlivé díly a zkracuje životnost motoru

Na druhé straně je také přechlazování nežádoucí, protože snižuje výkon odvodem tepla a zhoršuje mazání motoru. Část tepla odvádí
olej.

## Typy chlazení

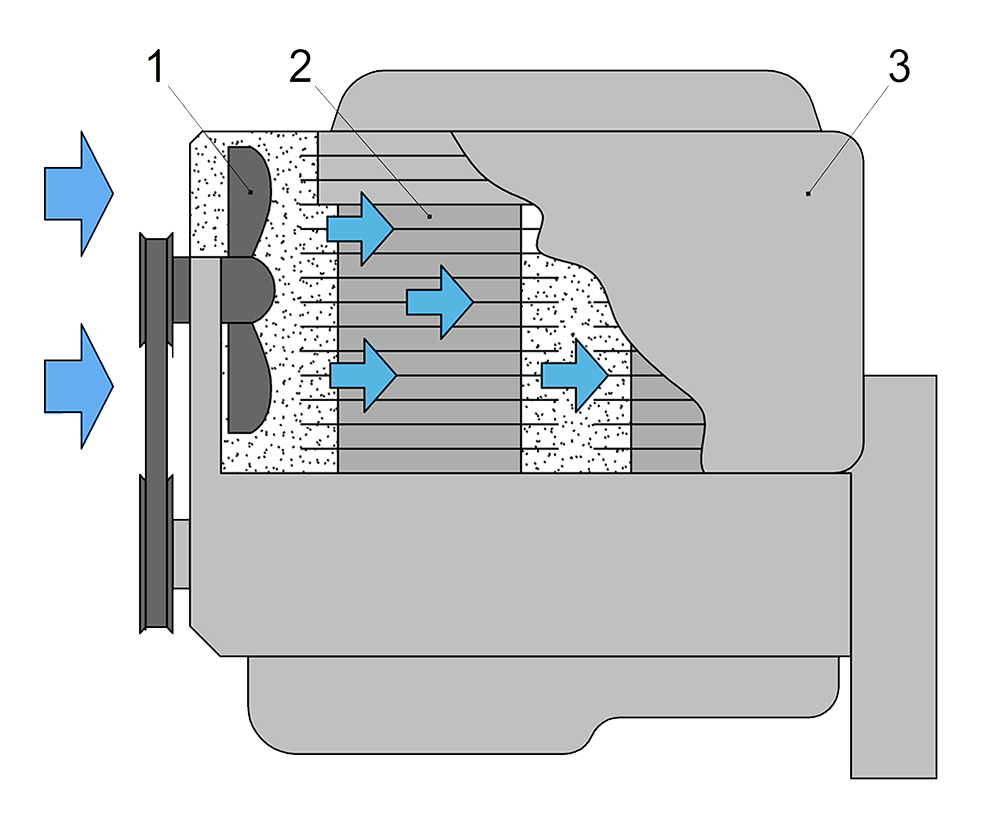
Schéma vzduchového chlazení spalovacího motoru vozidla. 1) Vrtule, 2) Válec se žebry, 3) Deflektor (usměrňovač vzduchu)

### Chlazení vzduchem

#### Chlazení vzduchem u leteckých motorů
V současné době je u leteckých motorů nejpoužívanější chlazení vzduchem – teplo z motoru je předáváno přímo vzduchu. Teplota takto chlazeného motoru však závisí na okolních vlivech, jako je například výška letu, teplota okolního vzduchu a režimu letu. Množství tepla také závisí na objemu vzduchu připadající na jeden válec, proto se motory umísťují do vhodně tvarovaných motorových krytů. Průchod vzduchu pod těmito kryty je usměrňován klapkami na výstupu, nebo clonami umístěnými na vstupu do motorového krytu.
Pohyblivé klapky budou otevřeny při vzletovém režimu, při závěrečném přibližování na přistání a také při letu na okruzích při čekání na povolení k přistání. Bude to vždy při vysokém výkonu a nízké rychlosti letu a také při pojíždění.
Částečně otevřeny budou při stoupání a při cestovním letu. Při cestovním letu záleží na podmínkách – mohou být i zavřeny.
Zavřeny jsou při klesání s nízkým výkonem.
Spolehlivou indikací pro řízení průtoku chladicího vzduchu je umístění termočlánků na různé válce a sledování jejich teploty. Nejvhodnější je umístění termočlánků na válce, u kterých se předpokládá nejhorší chlazení. Průtok chladicího vzduchu kapotou LPM znamená také jistý přídavný odpor letounu, jehož velikost se v závislosti na poloze klapek mění. Vzhledem k celkovému odporu letounu je však hodnota přídavného odporu poměrně malá.

### Chlazení kapalinou
Chlazení kapalinou je účinnější nežli chlazení vzduchové, jelikož přestup tepla do kapaliny je značně účinnější než do vzduchu. Nevýhodou je složitost, zranitelnost a značná hmotnost celého systému. Není tak závislá na provozních podmínkách. Vyžaduje samostatný chladič. Užívá se u motorů s vyššími chladicími nároky.

#### Termosifonové
Chladicí kapalina proudí samovolně, bez nutnosti použití čerpadla, z důvodu změny hustoty ohřáté kapaliny, která proudí vzhůru a chladičem ochlazená kapalina klesá dolů. Chladič vody je vybaven vrtulí poháněnou od spalovacího motoru.

#### Nucený oběh chladicí kapaliny
K cirkulaci chladicí kapaliny používá čerpadlo poháněné spalovacím motorem nebo elektromotorem. Součástí chladiče je jeden nebo více ventilátorů poháněné elektromotorem nebo přímo spalovacím motorem přes visko spojku, nebo klínovým řemenem.
1. Jednookruhový systém je trvalé propojení chladiče vody a spalovacího motoru bez termostatu a možnosti regulace. Jediná regulace je možná roletkou před chladičem. Malá účinnost topení. Využíváno u veteránů a některých motocyklů.
2. Dvouokruhový systém používá termostat pro regulaci mezi malým a velkým chladicím okruhem. Používaný ve všech běžných vozidlech.